# D-V-O-D-1
A D-V-O-D-1 a kanadai Voivod együttes első dvd videója, mely az eredeti felállás korszakát (1983-1991) dolgozza fel. A dvd tartalmazza a Voivod '80-as évekbeli összes videóklipjét, emellett néhány klasszikus Voivod dal koncerten és stúdióban lefilmezett előadását. Az extrák között a Voivod két korai koncert demoja is megtalálható. A demo-felvételek minőségét Piggy, a zenekar gitárosa javította fel.
A dvd egy három részesre tervezett sorozat első darabja.

## Közreműködők
- Denis Belanger "Snake" – ének
- Denis D'Amour "Piggy" – gitár
- Jean-Yves Theriault "Blacky" – basszusgitár
- Michel Langevin "Away" – dob

## Tartalom
Videóklipek
- Voivod – 1984
- Ripping Headaches – 1986
- Ravenous Medicine – 1987
- Tribal Convictions – 1988
- Psychic Vacuum – 1988
- Astronomy Domine – 1989

Koncertvideók
Montreal Spectrum – 1986. október 12.
- Blower

Montreal Spectrum – 1988. augusztus 20.
- Tribal Convictions
- Ravenous Medicine

Montreal Musique Plus – 1989
- The Unknown Knows
- Inner Combustion
- Missing Sequences
- Nothingface

Montreal Backstreet – 1991. május 24.
- Inner Combustion
- Freedom

Jelenetek
- Ravenous Medicine videóklip forgatása – 1987. március 24.
- Psychic Vacuum videóklip forgatása – 1988. szeptember 25.
- Nothingface album felvétele, Victor Studios – 1989. május 14.

Extrák
- Morgoth Invasion live demo – 1984. december (csak hangfelvétel)

1. Build Your Weapons
2. War And Pain
3. Condemned To The Gallows
4. Warriors Of Ice
5. Helldriver
6. Horror
7. Black City
8. Nuclear War
9. Blower
10. Live For Violence
11. Ripping Headaches
12. Iron Gang
13. Korgüll The Exterminator
14. Suck Your Bone
15. Witching Hour (Venom-feldolgozás)
16. Chemical Warfare (Slayer-feldolgozás)

- Spectrum live demo – 1987. szeptember (csak hangfelvétel)

1. Killing Technology Part I, II
2. Overreaction
3. Ravenous Medicine
4. Tornado
5. Korgüll The Exterminator
6. Ripping Headaches
7. Blower
8. Live For Violence
9. Tribal Convictions
10. Order Of The Black Guards
11. Cockroaches
12. To The Death!
13. Voivod
14. Batman
15. Anomalies (Away & Piggy)

- Away grafikái
- Zenekari fotók